# Список богомолів В'єтнаму
Список богомолів В'єтнаму станом на 2018 рік містить 69 видів. Втім фауна В'єтнаму залишається маловивченою, тому список, імовірно, буде поповнюватися. Фауністичні дослідження в країні були утруднені у XX столітті через політичну нестабільність та бойові дії. Лише за період з 2010 до 2018 року кількість відомих видів богомолів у В'єтнамі зросла на 19 видів, частина з яких — вперше науково описані. Найбільше видів родини Mantidae (38 видів), найбагатший рід — Hierodula (7 видів).

## Список видів

### Hymenopodidae

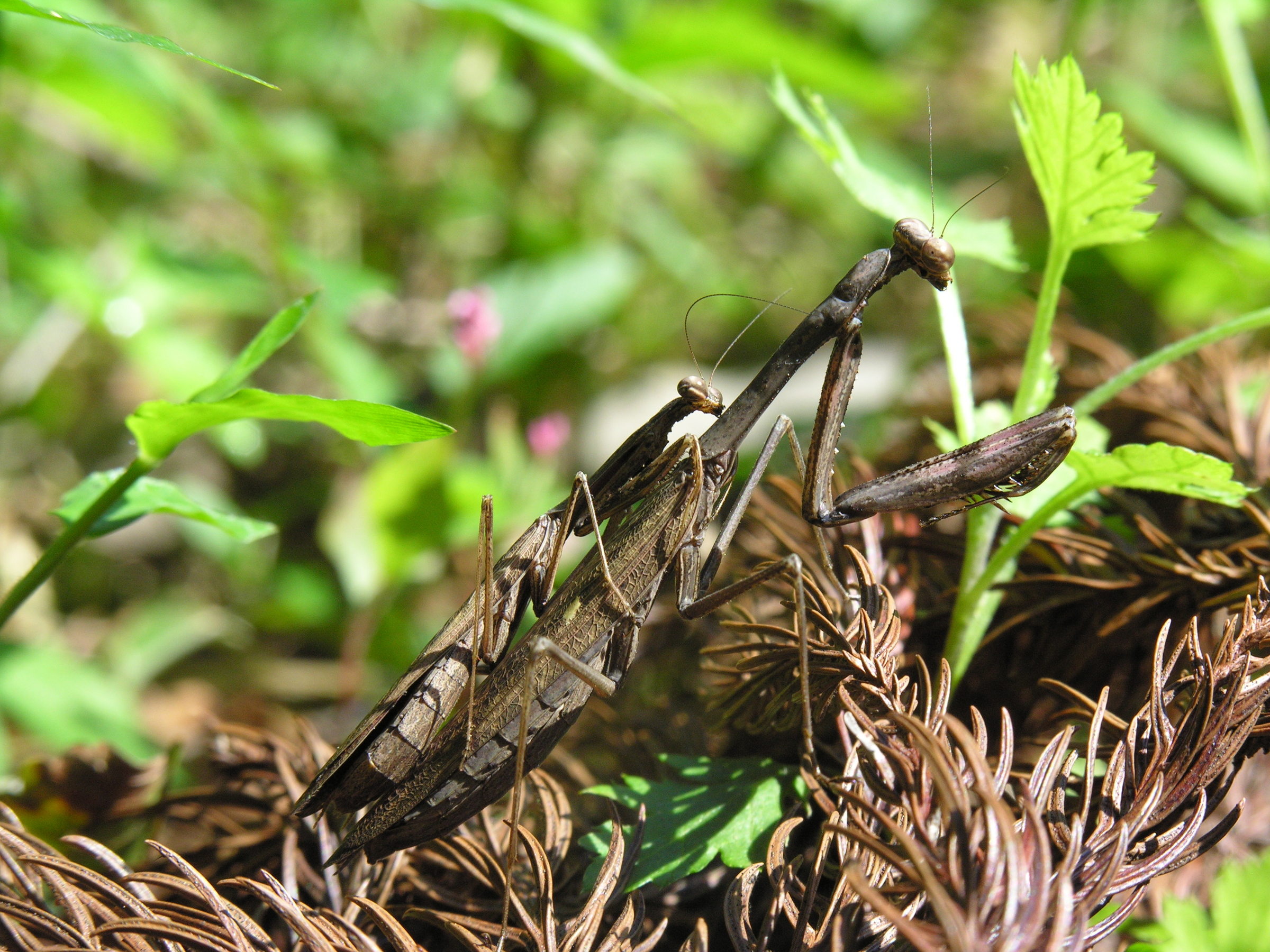
Statilia maculata

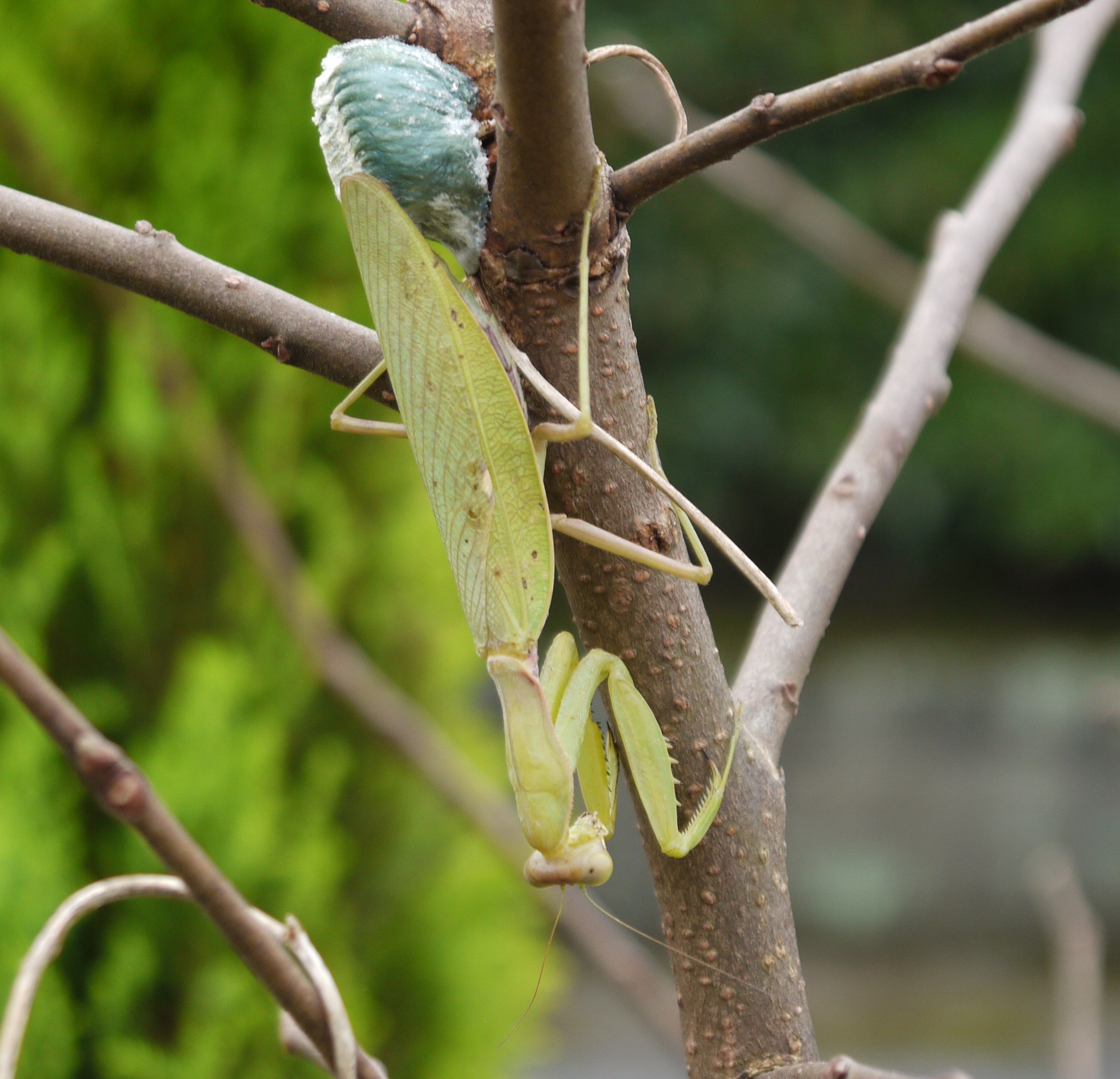
Hierodula patellifera

- Acromantis formosana
- Acromantis grandis
- Acromantis indica
- Acromantis montana
- Anaxarcha graminea
- Anaxarcha sinensis
- Ceratocrania macra
- Ceratomantis saussurii
- Creobroter apicalis
- Creobroter gemmatus
- Creobroter urbanus
- Creobroter nebulosa
- Hestiasula major
- Hymenopus coronatus
- Odontomantis monticola
- Odontomantis parva
- Parapsychomantis vietnamensis
- Parablepharis kuhlii
- Theopropus elegans
- Phyllothelys breve

### Mantidae

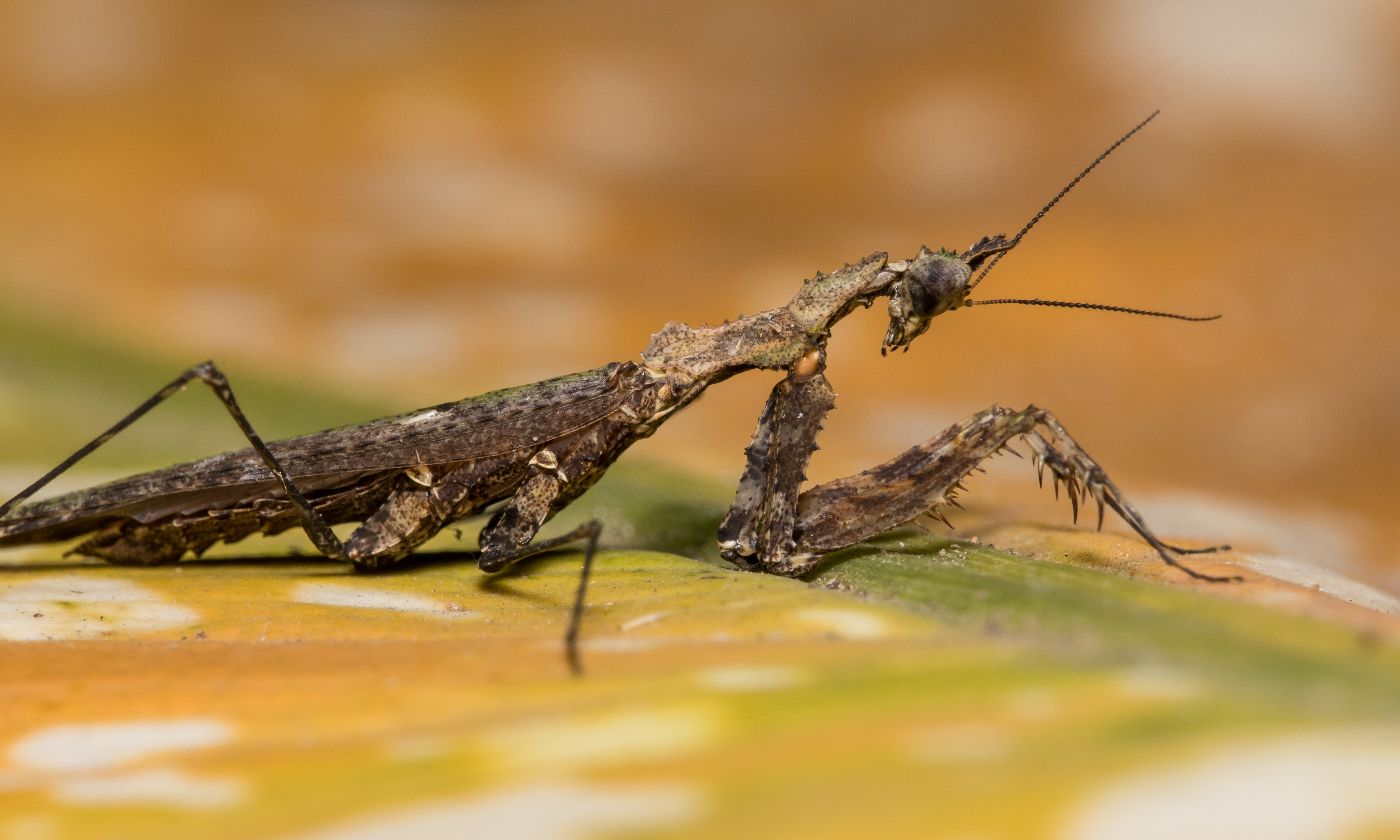
Один з видів роду Haania

- Theopompa ophthalmica
- Theopompa servillei
- Theopompa tosta
- Humbertiella laosana
- Euchomenella macrops
- Euchomenella pallida
- Caliris masoni
- Haania doroshenkoi
- Haania vitalisi
- Nemotha coomani
- Hapalopeza occipitalis
- Tropidomantis guttatipennis
- Deroplatys gorochovi
- Compsomantis sp.1
- Amantis bolivari
- Amantis hainanensis
- Amantis longipennis
- Amantis vitalisi
- Gimantis authaemon
- Gonypeta brigittae
- Bimantis malaccana
- Deiphobe incisa
- Deiphobe yunnanensis
- Statilia nemoralis
- Statilia maculata
- Tenodera aridifolia
- Tenodera fasciata
- Mantis religiosa sinica
- Rhombodera basalis
- Rhombodera valida
- Hierodula dyaka
- Hierodula excellens
- Hierodula fruhstorferi
- Hierodula membranacea
- Hierodula patellifera
- Hierodula tonkinensis
- Hierodula unimaculata

### Tarachodidae
- Leptomantella tonkinae
- Leptomantella lactea
- Leptomantella fragilis
- Tropidomantis gressitti

### Toxoderidae
- Toxodera denticulata
- Paratoxodera meggitti